# ميشائيل فيدايرا
ميشائيل فيدايرا (بالإنجليزية: Michael Videira)‏ (6 يناير 1986 بميلفورد في الولايات المتحدة - ) هو لاعب كرة قدم أمريكي في مركز الوسط. شارك مع منتخب الولايات المتحدة تحت 17 سنة لكرة القدم ومنتخب الولايات المتحدة تحت 20 سنة لكرة القدم. أما مع النوادي، فقد لعب مع شيكاغو فاير ونيو إنجلاند ريفولوشن وهاميلتون أكاديميكال ووسترن ماس بيونيرز وAC St. Louis ‏ وNorth Carolina FC U23 ‏.

## وصلات خارجية
- ميشائيل فيدايرا على موقع الدوري الأمريكي (الإنجليزية)
- ميشائيل فيدايرا على موقع قاعدة بيانات كرة القدم.إي يو (الإنجليزية)